# Ла-Флореста (муниципалитет)
Ла-Флореста (исп. La Floresta) — муниципалитет в Уругвае в департаменте Канелонес. Административный центр — Ла-Флореста.

## История
Муниципалитет образован 15 марта 2010 года.

## Состав
В состав муниципалитета входят следующие населённые пункты:
- Ла-Флореста
- Эстасьон-Ла-Флореста
- Коста-Асул
- Бельо-Орисонте
- Гуасу-Вира
- Сан-Луис
- Лос-Титанес
- Ла-Туна
- Араминда
- Санта-Лусия-дель-Эсте
- Биарриц
- Кучилья-Альта
- Эль-Галеон
- Санта-Ана
- Бальнеарио-Архентино
- Хаурегиберри